# Malik Hairston

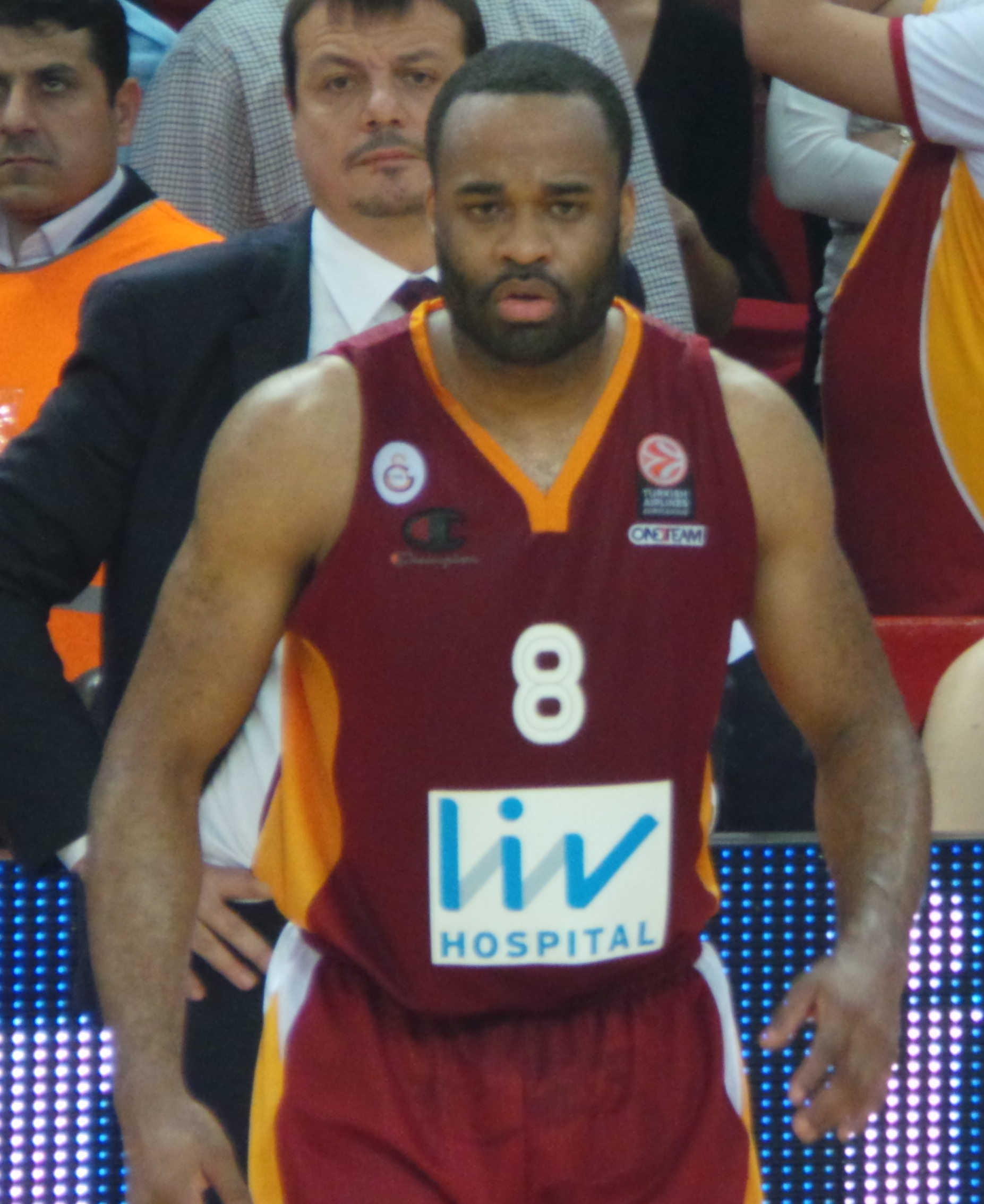
Foto do jogador de basquete norte-americano Malik Hairston.

Malik Samory Hairston (Detroit,23 de fevereiro de 1987) é um jogador profissional de basquetebol norte-americano que atualmente joga pelo San Antonio Spurs.

## Carreira
Ele começou sua carreira universitária na Universidade de Oregon e se mostrou um bom jogador com média de 16,3 pontos e 4,8 rebotes por jogo apresentando interesse de vários clubes de basquete da NBA e do mundo. O Jogador foi draftado pelo Phoenix Suns de Amare Stoudemire, Leandro Barbosa e Jason Richardson, mas recusou e se acertou com o San Antonio Spurs de Tim Duncan em 2009.

## Estatísticas na NBA

### Temporada regular
| Ano     | Equipe      | PJ | PT | MPP  | %TC  | %3P  | %TL  | RPP | APP | ROB | TPP | PPP |
| ------- | ----------- | -- | -- | ---- | ---- | ---- | ---- | --- | --- | --- | --- | --- |
| 2008-09 | San Antonio | 15 | 0  | 10.3 | .490 | .000 | .286 | 1.9 | .9  | .4  | .5  | 3.3 |
| 2009-10 | San Antonio | 47 | 0  | 6.7  | .526 | .182 | .567 | 1.0 | .3  | .1  | .2  | 2.1 |
| Total   |             | 62 | 0  | 7.6  | .512 | .167 | .514 | 1.2 | .5  | .2  | .3  | 2.4 |